# رود سرگا (استان سوردلوفسک)
رود سرگا (روسی: Серга) یک رودخانه در استان سوردلوفسک کشور روسیه است.